# شب برنزی
شب برنزی (استونیایی: Pronksiöö) که با نام شورش آوریل و رویدادهای آوریل نیز شناخته می‌شود به شورش‌ها و درگیری‌هایی در کشور استونی گفته می‌شود که در سال ۲۰۱۱ پیرامون جابه‌جایی سرباز برنزی تالین، یادبود جنگ جهانی دوم شوروی رخ داد گفته می‌شود.
بسیاری از مردم استونیایی سرباز برنزی را در مرکز شهر نمادی از اشغال شوروی و سرکوب می‌دانستند. در همان زمان، این بنا دارای ارزش نمادین قابل توجهی برای جامعه بزرگ قومی روس بوده که نه تنها نماد پیروزی شوروی بر آلمان نازی در جنگ جهانی دوم است، بلکه ادعای آنها برای داشتن حقوق برابر در استونی بوده.
در میان جنجال‌های سیاسی، در آوریل ۲۰۰۷، دولت استونی آماده‌سازی نهایی را برای جابجایی مجسمه و دفن مجدد بقایای مربوطه، با توجه به حکم سیاسی دریافت شده از انتخابات قبلی (برگزار شده در مارس ۲۰۰۷) آغاز کرد. اختلاف نظر در مورد مناسب بودن این اقدام منجر به اعتراضات و شورش‌های گسترده‌ای همراه با غارت شد، که به مدت دو شب ادامه داشت، که بدترین وضعیت در استونی از زمان اشغال مجدد شوروی در سال ۱۹۴۴ بود. در طی این شورش‌ها، یک آشوبگر روسی کشته شد. در ساعات اولیه صبح ۲۷ آوریل ۲۰۰۷، پس از اولین شب آشوب، دولت استونی تصمیم گرفت در یک نشست اضطراری بلافاصله مکان یادبود را جابجا کند. بعدازظهر روز بعد، سازه سنگی نیز برچیده شد. از بعد از ظهر ۳۰ آوریل، مجسمه بدون سازه سنگی در گورستان نیروهای دفاعی تالین قرار داده شد. مراسم افتتاحیه مجسمه منتقل شده در ۸ مه، روز پیروزی در اروپا برگزار شد.

## نگارخانه

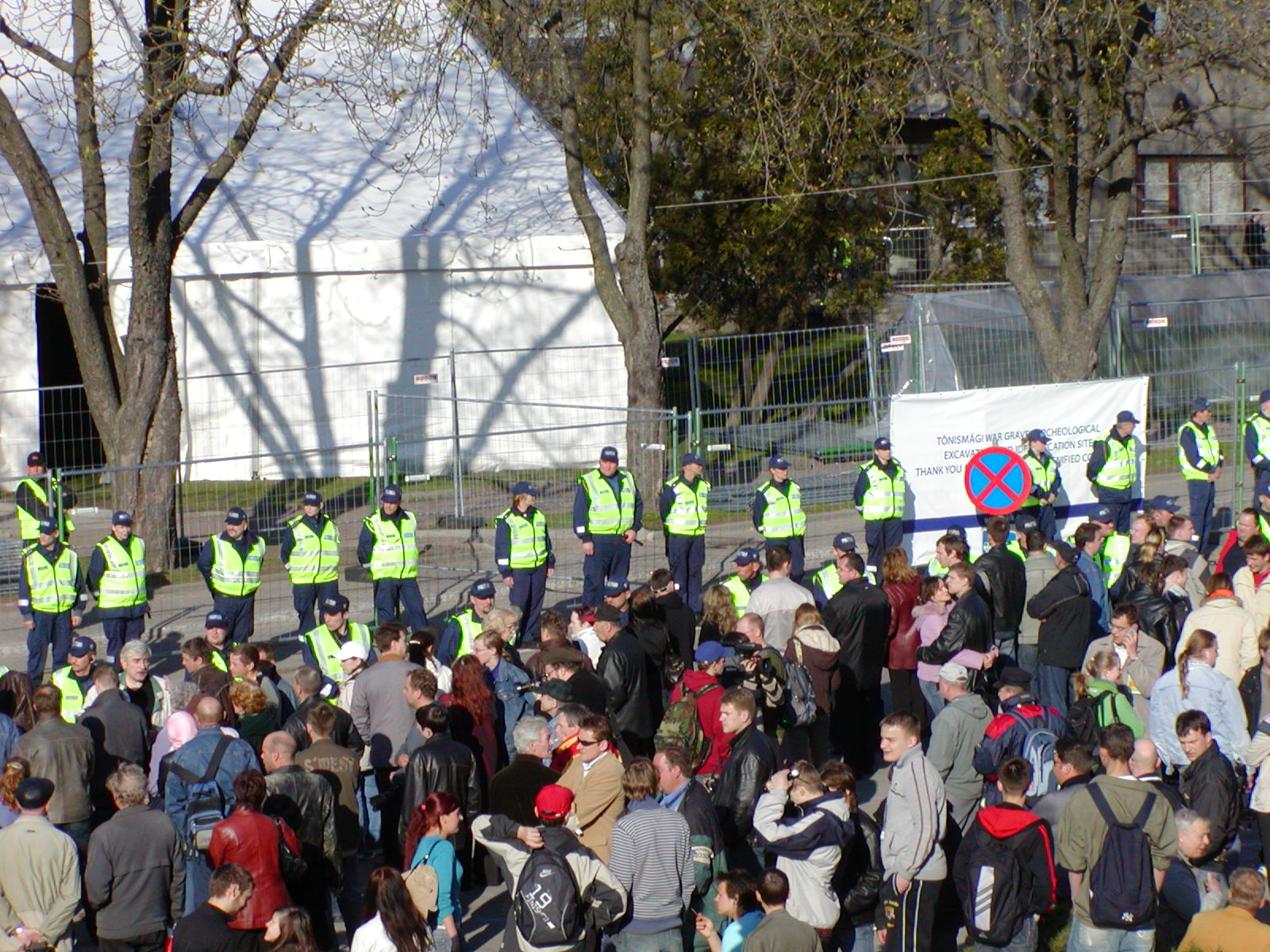
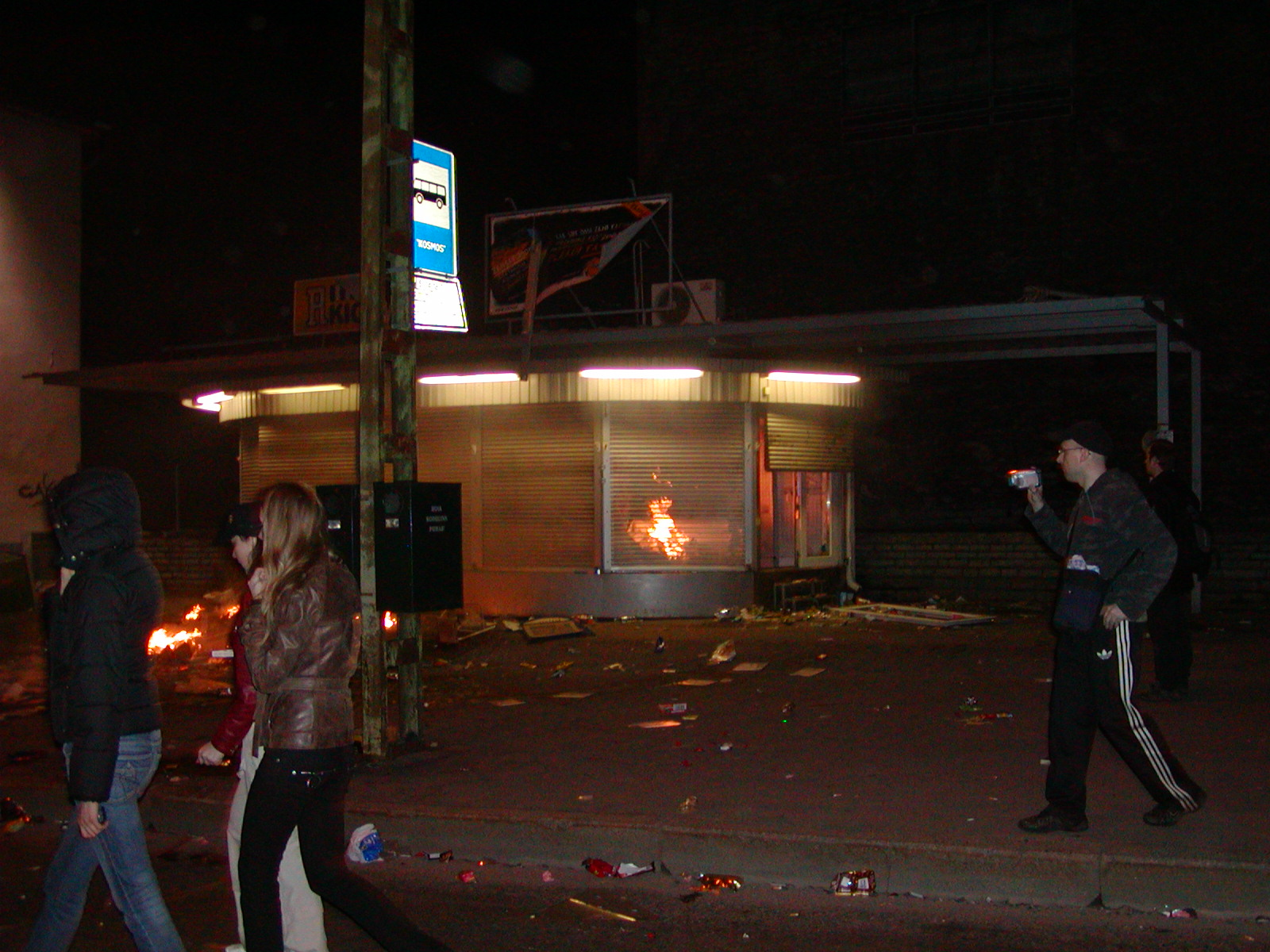
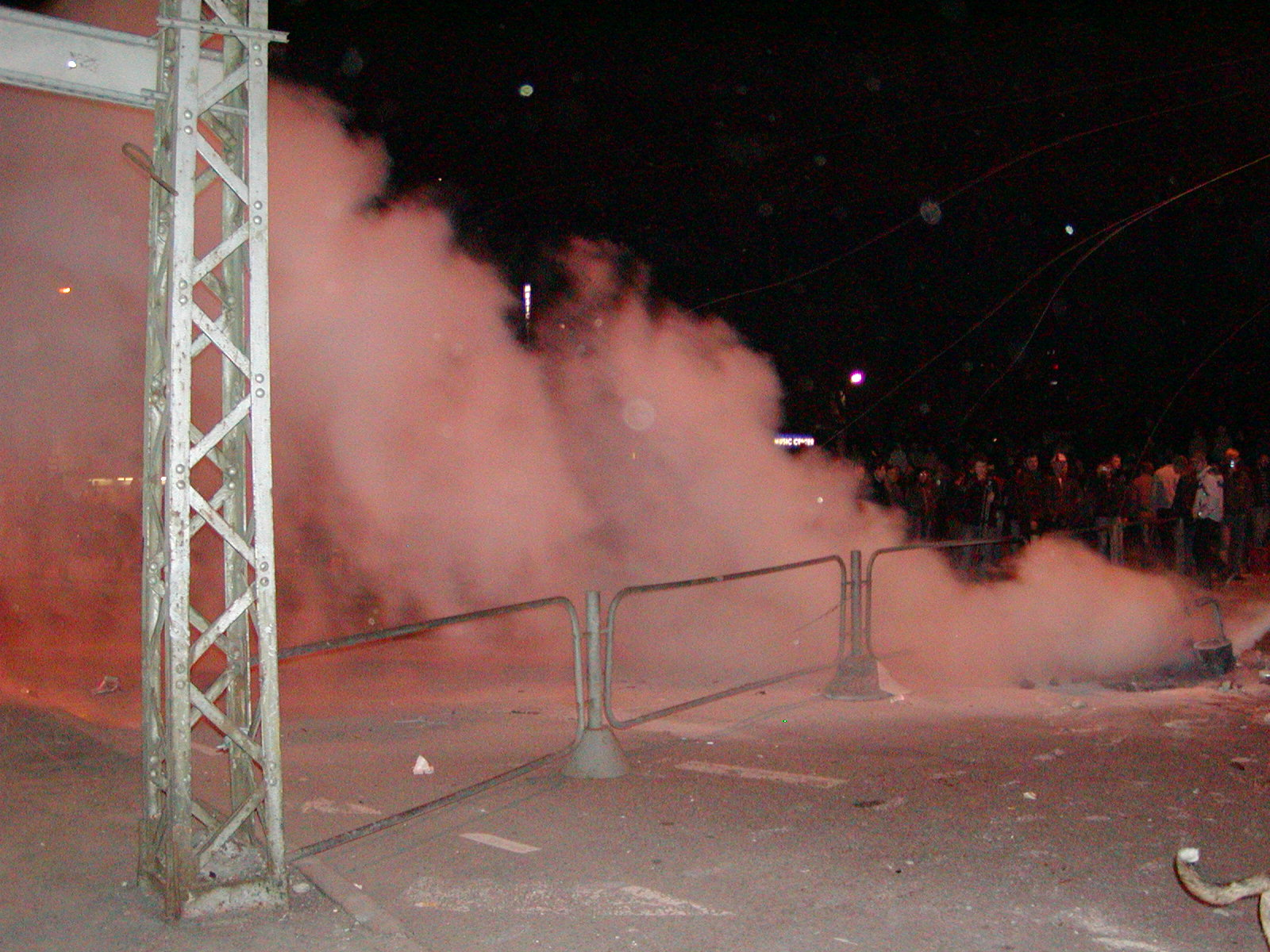